# Kiebitzbrack
Das Kiebitzbrack ist ein 3,7 Hektar großes Brack in den Vierlanden in Hamburg am östlichen Ursprung der Gose Elbe. Es liegt auf der Grenze der Stadtteile Kirchwerder und Neuengamme im Naturschutzgebiet Kiebitzbrack.
Namensgebend für das Gewässer ist der Kiebitz, bzw. das am westlich Rand stehende Haus, das in alten Karten mit Kiebitz bezeichnet wurde. Im 18. Jahrhundert wurde es auch als Elbdammsbrack bezeichnet.
Das rund 390 m lange und maximal 290 m breite sowie bis zu 8 Metern tiefe Gewässer ist vermutlich um das 17. Jahrhundert entstanden.
Heutzutage ist es Ursprung des Gose-Elbe-Grabens, der sich als Gose Elbe fortsetzt und beim Naturschutzgebiet Die Reit in Reitbrook in die Dove Elbe mündet.

## Literatur

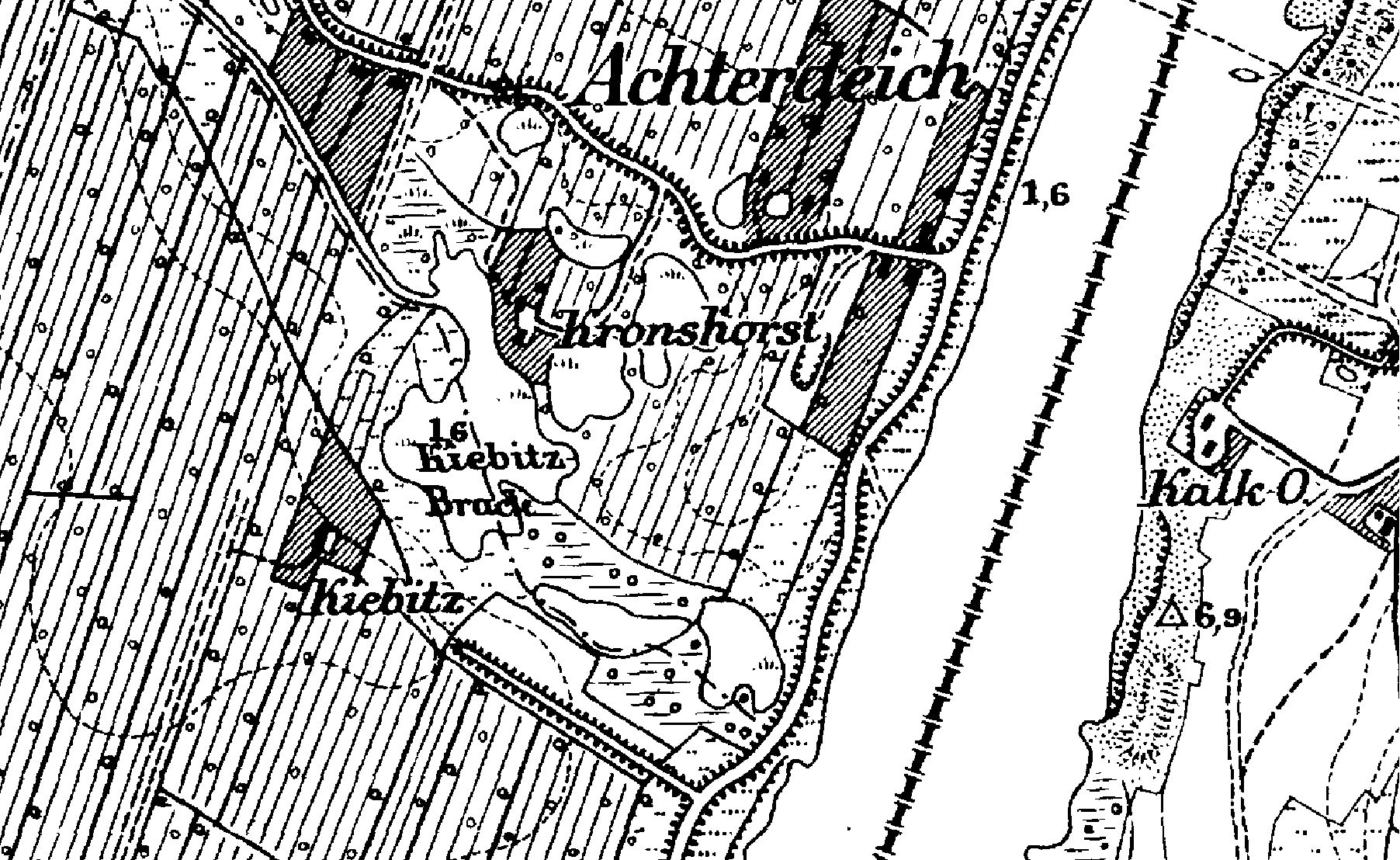
Karte des Kiebitzbracks (Preußische Landesaufnahme, 1880)